# Medalla Lorentz
La Medalla Lorentz és un premi lliurat cada quatre anys per l'Acadèmia Real Neerlandesa d'Arts i Ciències. Va ser establert en 1925 per ocasió del 50 aniversari del doctorat de Hendrik Lorentz. Aquesta medalla d'or és lliurada per importants contribucions en física teòrica, però en el passat fou concedida a físics experimentals també. Molts dels guardonats han rebut després el Premi Nobel.

## Llista de guardonats
- 2018 Juan Martín Maldacena
- 2014 Michael Berry
- 2010 Edward Witten
- 2006 Leo P. Kadanoff
- 2002 Frank Wilczek
- 1998 Carl E. Wieman i Eric A. Cornell
- 1994 Alexander Polyakov
- 1990 Pierre-Gilles de Gennes
- 1986 Gerard 't Hooft
- 1982 Anatole Abragam
- 1978 Nicolaas Bloembergen
- 1974 John H. van Vleck
- 1970 George Uhlenbeck
- 1966 Freeman J. Dyson
- 1962 Rudolph E. Peierls
- 1958 Lars Onsager
- 1953 Fritz London
- 1947 Hendrik Anthony Kramers
- 1939 Arnold Sommerfeld
- 1935 Peter Debye
- 1931 Wolfgang Pauli
- 1927 Max Planck